# 愛にすべてを
「愛にすべてを」（あいにすべてを、原題：Somebody to Love）は、イギリスのロック・バンドであるクイーンの楽曲。
1976年にイギリスではEMIよりシングルとしてリリースされた（アメリカ合衆国ではエレクトラ・レコード、日本ではワーナー･パイオニア）。
作詞・作曲はフレディ・マーキュリー。アルバム『華麗なるレース』収録。

## 解説
リード・ボーカルはフレディ。また、メンバーのフレディ、ブライアン・メイ、ロジャー・テイラーらによるオーバー・ダビングを利用したコーラスも多用されている。
ブライアンは「フレディはアレサ・フランクリンになりたかったんだ。フレディはアレサを愛していた。だからゴスペルの大作である、この曲を書いたんだ。」と述べ、フレディは「「ボヘミアン・ラプソディ」は大ヒットしたけど、作曲面に関しては「愛にすべてを」のような曲がいいと思う」と述べている。

## プロモーションビデオ
プロモーションビデオは、1976年9月18日に行ったロンドン・ハイド・パークにおける無料コンサートの演奏シーン、スタジオでのセッションの映像が組み合わさって作成されている。曲の最後には、ジョン・ディーコンも含めた4人全員がマイクの前で歌う動きも収録されているが、「ボヘミアン・ラプソディ」同様、いわゆる口パクであり、ジョンの声は録音されていないとされている。このビデオはDVD『グレイテスト・ビデオ・ヒッツ 1』などで視聴することができる。

## タイアップ
2006年、三井不動産レジデンシャルのテレビコマーシャルでアメリカの歌手ケイレブ・ジェイムスによってカバーされたものが使用された。
2007年、映画『Little DJ〜小さな恋の物語』の劇中で使用された。
2016年、ホンダ・リッジラインの米国向けのテレビコマーシャルにおいて羊たちがこの曲を歌唱するというシーンがあった。なお、このCMは第50回スーパーボウルの放送時間中に流された。
2018年に公開された映画『ボヘミアン・ラプソディ』の劇中で使用され、サウンドトラック盤『ボヘミアン・ラプソディ』にも収録されている。

## その他
1992年、フレディ・マーキュリー追悼コンサートで、ジョージ・マイケルとクイーンのメンバーにより演奏された。見事な歌唱を披露したこの演奏は評判を呼び、このためジョージ・マイケルがボーカルとして加わり、新生クイーンとして活動を再開するのではないかという噂さえ流れたほどであった。このバージョンはのちに『グレイテスト・ヒッツIII 〜フレディー・マーキュリーに捧ぐ〜』に収録された。
1993年に「George Michael, Queen, and with Lisa Stansfield」名義で、ミニアルバム「Five Live」がリリースされ、このアルバムの売上金はマーキュリー・フェニックス・トラストのフレディ・マーキュリー基金に寄付された。
2004年の映画『アン・ハサウェイ 魔法の国のプリンセス』の劇中で、アン・ハサウェイが歌唱する。

## シングル収録曲
1. 愛にすべてを - Somebody To Love (Mercury)
2. ホワイト・マン - White Man (May)

## 担当
- フレディ・マーキュリー - リード・ボーカル、バッキング・ボーカル、ピアノ
- ブライアン・メイ - ギター、バッキング・ボーカル
- ジョン・ディーコン - ベース
- ロジャー・テイラー - ドラム、バッキング・ボーカル